# Метод критического пути

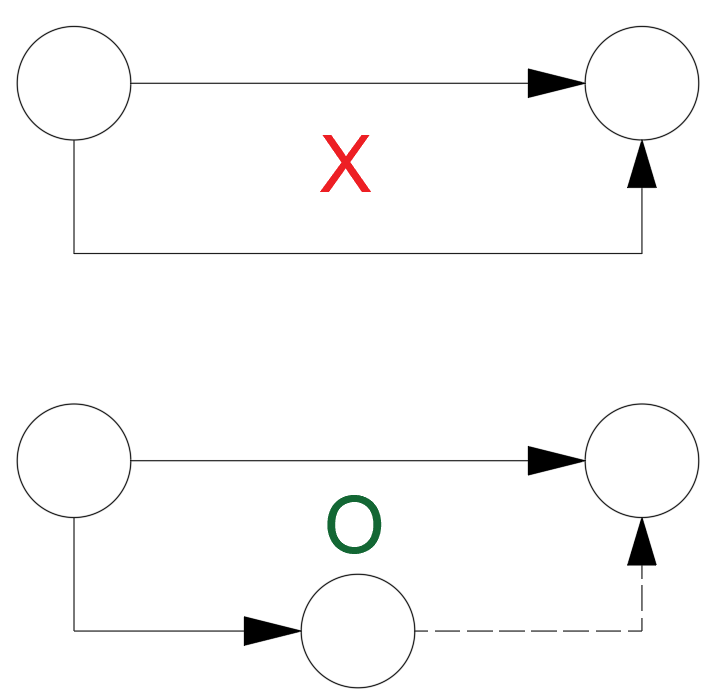
Схема

Метод критического пути (англ. CPM, Critical path method) — инструмент планирования расписания и управления сроками проекта.
В основе метода лежит определение наиболее длительной последовательности задач от начала проекта до его окончания с учетом их взаимосвязи. Задачи, лежащие на критическом пути (критические задачи), имеют нулевой резерв времени выполнения, и, в случае изменения их длительности, изменяются сроки всего проекта. В связи с этим, при выполнении проекта критические задачи требуют более тщательного контроля, в частности, своевременного выявления проблем и рисков, влияющих на сроки их выполнения и, следовательно, на сроки выполнения проекта в целом. В процессе выполнения проекта критический путь проекта может меняться, так как при изменении длительности задач некоторые из них могут оказаться на критическом пути.

## Расчёт критического пути
Если начальный момент выполнения проекта положить равным нулю, то сроки окончания у первых работ сетевого графика, то есть работ, выходящих из первого события, будут определяться их продолжительностью. Время наступления любого события следует положить равным самому позднему времени окончания непосредственно входящих в это событие работ: считается, что работа в сетевом графике не может начаться, пока не завершены все предшествующие для неё работы.
В процессе решения — методом «эстафеты» — просматриваются все дуги сетевого графика. Пусть очередная просматриваемая дуга связывает вершины i и j. Если для вершины i определено предположительное время его свершения и это время плюс продолжительность работы больше предположительного времени наступления события j, тогда для вершины j устанавливается новое предположительное время наступления, равное предположительному времени наступления события i плюс продолжительность работы рассматриваемой дуги. Решение заканчивается, когда очередной просмотр дуг не вызывает ни одного исправления предположительного значения времени начала/окончания работ/событий. В результате может быть определено событие с самым поздним временем наступления, и путь от начальной вершины в эту конечную будет считаться критическим и определять продолжительность выполнения проекта. Наряду с общей продолжительностью выполнения проекта, критический путь определяет другие характеристики сетевого графика, играющие важную роль при планировании реализации нововведения, минимизации сроков и расходов на разработку.
Суть решения задачи сокращения сетевого графика сводится к привлечению дополнительных ресурсов к выполнению работ, лежащих на критическом пути, снятием  работ, не лежащих на критическом пути, запараллеливанием работ.